# Max Desfor

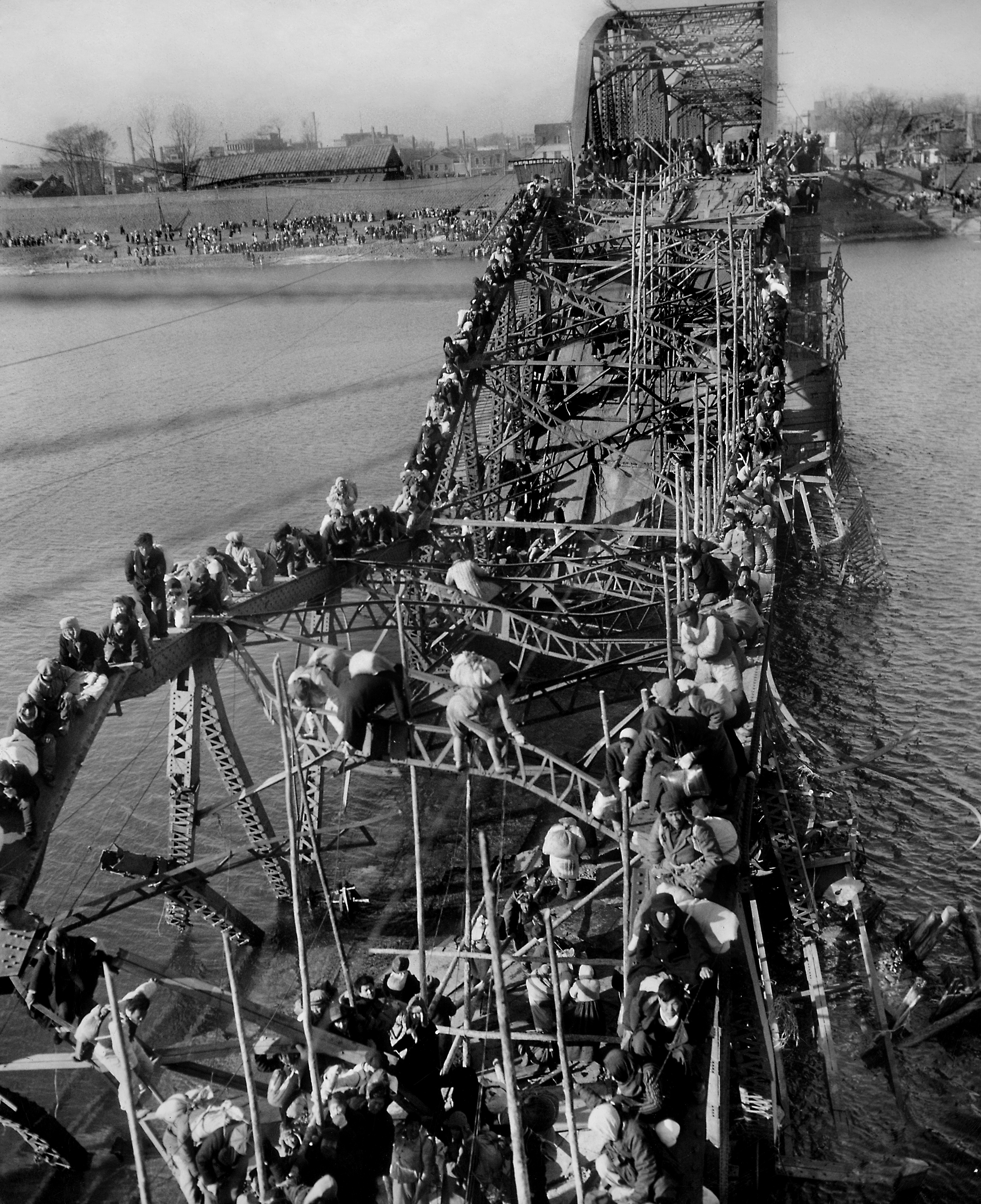
Huida de refugiados a través de un puente destruido en Corea, Premio Pulitzer para Max Desfor

Max Desfor (Nueva York, 8 de noviembre de 1913 – Silver Spring (Maryland), 19 de febrero de 2018) fue un fotógrafo estadounidense que recibió el Premio Pulitzer a la mejor fotografía por la instantánea de la Guerra de Corea Huida de refugiados a través de un puente destruido en Corea, describiendo la huída de los habitantes de Pyongyang a través del destrozado puente del Río Taedong para escapar del avance las tropas comunistas chinas.

## Biografía
Desfor nació el 8 de noviembre de 1913 en el Bronx, Nueva York, hijo de emigrantes judíos, de padre ruso y madre del Imperio austrohúngaro. Tras graduarse de la New Utrecht High School, asistió al Brooklyn College solo un año y luego lo dejó. Empezó a trabajar como mensajero en Associated Press (AP), donde su hermano era retocador fotográfico. Desfor aprendió los fundamentos de la fotografía por su cuenta y fue contratado como fotógrafo de plantilla en 1938. Inicialmente establecido en Baltimore, se trasladó a la oficina de Washington D. C. un año después.
Desfor quiso ser alistado en la Armada de los Estados Unidos para la Segunda Guerra Mundial pero fue rechazado por su edad y por ser él la única fuente de ingresos de su familia. Entonces, se unió al servicio de fotografía de guerra siéndole asignado al mando en la fota del Pacífico del Almirante Chester W. Nimitz. En agosto de 1945, Desfor fotografió laa tripulación del Enola Gay al desembarcar en Saipán tras lanzar la bomba atómica sobre Hiroshima. También estuvo presente para fotografiar la rendición oficial de Japón a bordo del USS Missouri (BB-63) el 2 de septiembre de 1945.

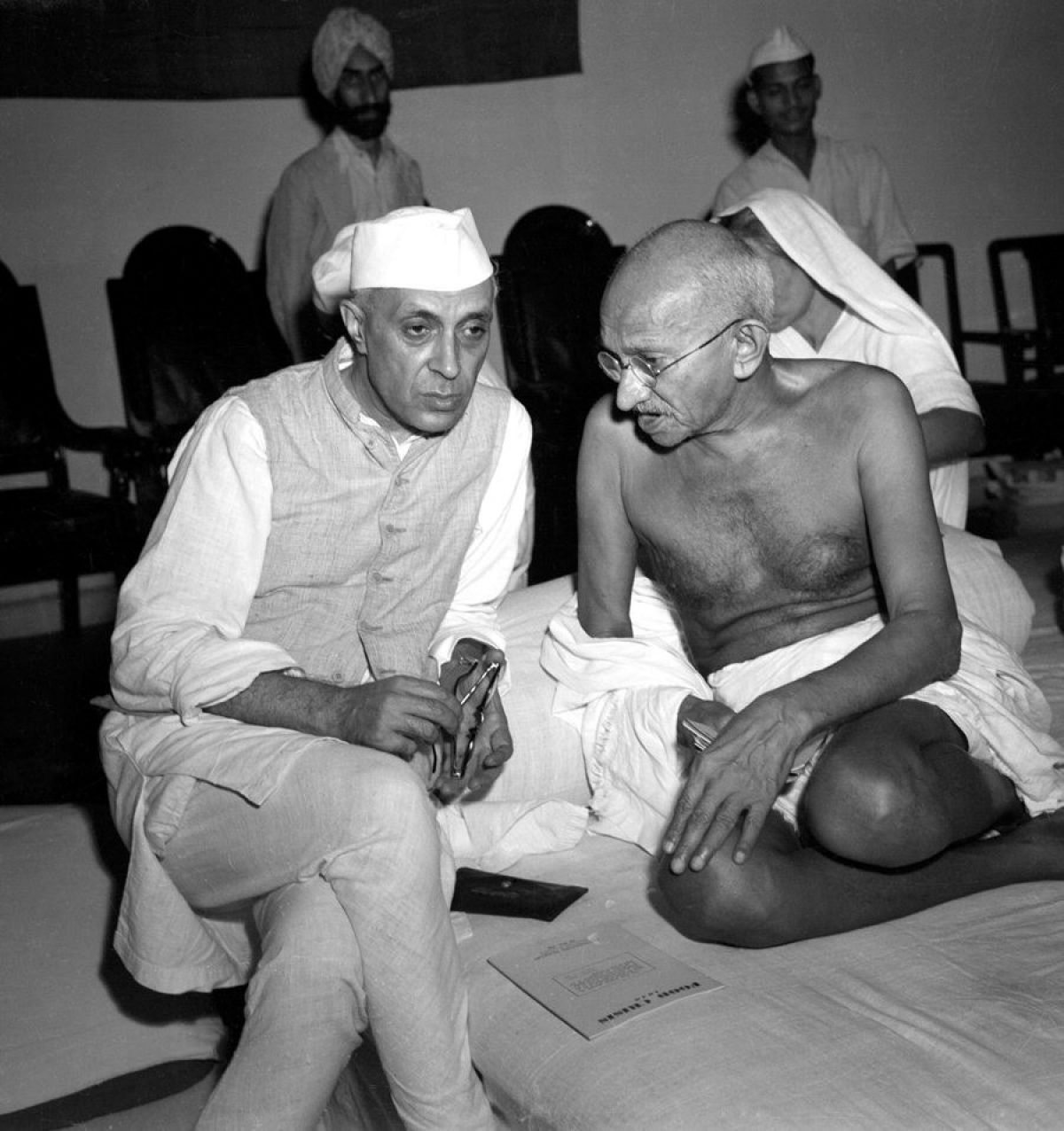
Jawaharlal Nehru y Mahatma Gandhi en una foto tomada por Desfor en 1946.

Un año después, Desfor estuvo trabajando para la AP en India fotografiando a Mahatma Gandhi y Jawaharlal Nehru en el Comité del Congreso de la India. Después del asesinato de Mahatma Gandhi en 1948, Desfor cubrió su fubneral.
En 1950, Mientras cubría la Guerra de Corea para AP, tomó la fotografía que le valió el Premio Pulitzer: "Huida de refugiados a través de un puente destrozado en Corea". "Todas estas personas que literalmente se arrastran por las vigas rotas del puente", dijo, "estaban entrando y saliendo, arriba, abajo, y apenas escapando del agua helada."
Posteriormente, Desfor se convirtió en editor supervisor del servicio de fotografía de AP y regresó a Asia en 1968 como jefe regional de fotografía. Se jubiló de AP en 1978 y luego se trasladó a Washington D. C. para incorporarse a U.S. News & World Report como director de fotografía. Se jubiló seis años después.
Desfor se casó con Clara Mehl de 1936 hasta su muerte en 1994 por las heridas causadas por un accidente de tráfico. En 2012, a los 98 años, se casó con Shirley Belasco. Desfor murió en Silver Spring, el 19 de febrero de 2018.